# Pepper Ann
Pepper Ann (Ana Pimentinha no Brasil e Pepper Ann em Portugal) é um desenho animado que foi produzido pela Disney em 1997. A história é focada nas aventuras de uma garota de 12 anos de idade chamada Ana Pimentinha Pearson (dublada por Cecília Lemes no Brasil), uma espécie de versão feminina de Doug. No Brasil, o desenho foi originalmente exibido no programa Disney Club do SBT em 2000, depois foi exibido nos outros programas Disney CRUJ, Bom Dia e Cia, Sábado Animado e Festolândia, até sair do ar da emissora em 2004. Foi também exibido pelo Disney Channel entre 2001 e 2004. Desde então, a referida série animada nunca mais voltou a ser exibida novamente no Brasil, ao contrário do que ocorre em países, como a Inglaterra. Em Portugal, estreou na RTP 1 no espaço Clube Disney e depois reemitiu no Disney Channel e na SIC no espaço Disney Kids.

## História
Ana Pimentinha (dublada por Cecília Lemes no Brasil), às vezes chamada por seu apelido, Pimmy, vive com sua mãe (Ligia Pearson), que é divorciada de um piloto da Força Aérea dos Estados Unidos, com sua irmã caçula de sete anos (Margarete Rose, "Moose") (dublada por Fátima Noya no Brasil) — muito confundida como menino por conta da voz semelhante a de um menino — e com um gato de cor laranja de nome Steve. 
Ela é perdidamente apaixonada por Craig Bean e seus melhores amigos são Milo Kamalani e Nicky Little. Milo (dublado por Vagner Fagundes no Brasil) é conhecido pela sua pretensa disposição atlética e pelo uso de um gorro azul mesmo em épocas fora do inverno. Nicky (dublada por Luciana Baroli no Brasil), por sua vez, é popular por sua inteligência e também por ajudar, frequentemente, Pimentinha a resolver seus problemas. 
Pimmy vive na fictícia cidade de Avelã e tem os mesmos problemas de uma garota comum na pré-adolescência, seja em casa, na rua ou na escola.
A jovem ruiva frequenta a sétima série (oitavo ano) no turno matutino com seus amigos, sempre chega atrasada na primeira aula (na abertura do desenho, aparece sempre acordando às 8h30min) e tem o costume de ir ao fliperama onde se diverte a competir intensamente em jogos do Fuzzy, o boneco animado que ela tanto admira.